# Kbang (huyện)
Kbang là một huyện cũ nằm ở phía đông bắc tỉnh Gia Lai, Việt Nam.

## Địa lý
Huyện Kbang nằm ở phía đông bắc của tỉnh Gia Lai, nằm cách thành phố Pleiku khoảng 90 km về phía đông, cách thị xã An Khê khoảng 30 km về phía bắc, có vị trí địa lý:
- Phía đông giáp huyện An Lão và huyện Vĩnh Thạnh thuộc tỉnh Bình Định
- Phía tây giáp huyện Đak Đoa và huyện Kon Rẫy, tỉnh Kon Tum
- Phía nam giáp huyện Đak Pơ, huyện Mang Yang và thị xã An Khê
- Phía bắc giáp huyện Ba Tơ, tỉnh Quảng Ngãi và huyện Kon Plông, tỉnh Kon Tum.

### Địa hình
Đây là huyện có diện tích lớn nhất Gia Lai. Huyện có các độ cao về địa hình khác nhau. Khu vực thị trấn Kbang (và các xã Đông, Nghĩa An) có độ cao 653 m so với mục nước biển, hơn 1000 m tại khu vực Vườn Quốc gia Kon Ka kinh, và hơn 800 m tại xã Kon Pne.

### Khí hậu
Kbang có khí hậu nhiệt đới ẩm, chịu ảnh hưởng trực tiếp của cả hai vùng khí hậu: Duyên hải và Tây nguyên và ảnh hưởng trực tiếp bởi độ cao (điểm thấp nhất có độ cao 653 m so với mực nước biển và điểm cao nhất là hơn 1000 m so với mực nước biển). Huyện Kbang có nền nhiệt độ điều hoà, mưa nhiều và phân bố tương đối đều trong năm, mùa khô ngắn (3 - 4 tháng) và không gay gắt, nên thích hợp với nhiều loại cây trồng, vật nuôi. Hệ thống sông suối dày đặc, phân bố khá đều, có nguồn sinh thủy dồi dào quanh năm, có nhiều ghềnh thác, đủ điều kiện xây dựng các công trình thủy điện, các đập dâng và hồ chứa loại vừa và nhỏ cung cấp điện và nước tưới cho sản xuất và sinh hoạt.

### Tài nguyên thiên nhiên
Kbang là một vùng đất có tài nguyên thiên nhiên phong phú và tiềm năng về nhiều mặt, đó là:

#### Tài nguyên rừng
Đa dạng về các dạng thực vật và động vật. Nguồn tài nguyên này có ý nghĩa đặc biệt quan trọng cho việc cung cấp gỗ, bảo vệ môi trường, nghiên cứu khoa học và du lịch sinh thái.

#### Đất đai
Với lớp phủ thổ nhưỡng phần lớn có tầng dày tốt, độ phì cao, không chỉ là nền đất cho thảm rừng giàu có phát triển mà còn một phần diện tích để tạo nên những khu vực canh tác tốt. Đặc biệt là đất Bazan thích hợp cho phát triển những cây công nghiệp có giá trị kinh tế, ưu thế về cạnh tranh như: Cao su, cà phê, ca cao, măcca, dược liệu, mía, đậu đỗ, rau quả chất lượng cao...

### Khoáng sản
Khoáng sản ở Kbang khá phong phú, đặc biệt là vùng mỏ Bauxít trữ lượng 806 triệu tấn trên cao nguyên Kon Hà Nừng. Mỏ sắt ở xã Đông, Lơ Ku. Các mỏ đá Bazan, đá Granit, đất sét, cát sỏi ở vùng rìa cao nguyên đất đỏ và vùng trũng phía Nam là các khoáng sản đang trong thời kỳ khai thác và thăm dò chuẩn bị khai thác.

### Thủy điện
Kbang hiện có 3 hồ thủy điện lớn và 28 hồ đập thủy lợi nhỏ. Các hồ chứa lớn của huyện có thể kể đến hồ Kanak (1.800 ha), hồ B thủy điện Vĩnh Sơn thuộc xã Sơn Lang (1.000 ha), hồ C thủy điện Vĩnh Sơn tại xã Đắk Rong (320 ha), hồ Buôn Lưới (26 ha) thuộc xã Sơ Pai và một số diện tích mặt nước (ao đào, hồ, đầm tự nhiên qua cải tạo) hiện nay đang nuôi thủy sản.

## Hành chính
Huyện Kbang có 13 đơn vị hành chính cấp xã trực thuộc, bao gồm  thị trấn Kbang (huyện lỵ) và 12 xã: Đăk Rong, Đak SMar, Đông, Kon Pne, Kông Bờ La, Kông Lơng Khơng, Krong, Lơ Ku, Nghĩa An, Sơ Pai, Sơn Lang, Tơ Tung.

## Lịch sử
Kbang là một trong 3 huyện thuộc vùng Tây Sơn Thượng Đạo. Trong Chiến tranh Việt Nam, huyện Kbang cũng là nơi chứng kiến nhiều trận đánh khốc liệt, trong đó có trận Ka'nak năm 1965. Đây là nơi sinh của anh hùng Núp.
Huyện Kbang thuộc tỉnh Gia Lai - Kon Tum được thành lập vào ngày 28 tháng 12 năm 1984 theo quyết định số 181-HĐBT của Hội đồng Bộ trưởng trên cơ sở tách 9 xã: Đông, Kông Lơng Khơng, Kông Bờ La, KRong, Sơn Lang, Lơ Ku, Nghĩa An, Sơ Pai, Tơ Tung thuộc huyện An Khê với 2 xã: Đăk Rong, Kon Pne thuộc huyện Kon Plông và chính thức đi vào hoạt động từ ngày 19/05/1985.
Ban đầu, sau khi thành lập, thì huyện Kbang có 11 đơn vị hành chính cấp xã, bao gồm 11 xã: Đăk Rong, Đông, Kon Pne, Kông Lơng Khơng, Kông Bờ La, KRong, Lơ Ku, Nghĩa An, Sơ Pai (trụ sở của huyện Kbang), Sơn Lang và Tơ Tung.
Ngày 12 tháng 8 năm 1991, tỉnh Gia Lai được tái lập, huyện Kbang thuộc tỉnh Gia Lai.
Ngày 13 tháng 1 năm 1989, thành lập thị trấn Kbang (thị trấn huyện lỵ huyện Kbang) trên cơ sở một phần diện tích tự nhiên và dân số của 2 xã: Đông và Nghĩa An.
Ngày 11 tháng 7 năm 1994, thành lập xã Đăk HLơ trên cơ sở điều chỉnh một phần diện tích tự nhiên và dân số của xã Kông Bờ La.
Ngày 21 tháng 4 năm 2006, thành lập xã Đăk Smar trên cơ sở 12.678,66 ha diện tích tự nhiên và 2.012 nhân khẩu của xã Đông.
Huyện Kbang có 1 thị trấn và 13 xã.
Ngày 28 tháng 9 năm 2024, Ủy ban Thường vụ Quốc hội ban hành Nghị quyết số 1195/NQ-UBTVQH15 về việc sắp xếp đơn vị hành chính cấp xã của tỉnh Gia Lai giai đoạn 2023 – 2025 (nghị quyết có hiệu lực từ ngày 1 tháng 11 năm 2024). Theo đó, sáp nhập xã Đăk Hlơ vào xã Kông Bơ La và xã Nghĩa An.
Huyện Kbang có 1 thị trấn và 12 xã như hiện nay.

## Kinh tế - xã hội

### Xã hội
Ngoài ra, huyện cũng có các hệ thống trường học đạt chuẩn Quốc gia ở tất cả các cấp học.
Cơ sở hạ tầng - kĩ thuật huyện đang được xây dựng và phát triển. Hiện tại, huyện có Quảng trường trung tâm, công viên, siêu thị GIA LAI CTC, chợ đạt chuẩn (đưa vào sử dụng cuối năm 2019), bến xe trung tâm đạt chuẩn.

## Văn hóa - Du lịch
Kbang là huyện căn cứ Cách mạng, đang được Chính phủ chọn làm huyện điểm thực hiện chương trình mục tiêu Quốc gia xây dựng Nông thôn mới và huyện điểm về Văn hóa – Thể thao và Du lịch.

### Thắng cảnh
- Khu bảo tồn thiên nhiên Kon Chư Răng - thác K50.
- Lâm viên Ka'nak
- Hồ thủy điện Vĩnh Sơn (xã Sơn Lang)
- Vườn Mít - Cánh đồng Cô Hầu (xã Nghĩa An)
- Nhà máy Thủy điện Ka'Nak (thị trấn Kbang)
- Khu du lịch thác Hang Dơi (thị trấn Kbang)
- Khu du lịch sinh thái Kon Pne (xã Kon Pne)
- Đền tưởng niệm liệt sĩ Ka'Nak (thị trấn Kbang)
- Quảng trường Anh hùng Núp
- Nhà lưu niệm Anh hùng Núp (xã Tơ Tung)
- Khu du lịch thác Hang Dơi (đường Lê Văn Tám nối dài)

## Giao thông
Đường TL669A nối Quốc lộ 19 ngã ba Đồng Găng từ An Khê qua thị trấn Kbang đến Quốc lộ 24 tại Kon Plông. Đoạn từ thị xã An Khê đến thị trấn Kbang dài khoảng 25 km.
Đường 669B nối từ xã Sơn Lang đi Kon Tum song song với đường TL669A.
Đường Trường Sơn Đông qua huyện Kbang từ gianh giới xã Tơ Tung(Kbang)-xã An Thành(Đăk Pơ), theo đường xã Tơ Tung về thị trấn Kbang và theo đường tránh phía tây sông Ba nối liền với tỉnh lộ 669A đi Kon Plông (tỉnh Kon Tum), tổng chiều dài đi qua huyện 100 km. Đường đạt tiêu chuẩn cấp IV MN.
Đường TL637 nối từ huyện Vĩnh Thạnh (Bình Định) đến trung tâm xã Sơn Lang.
Ngoài ra, huyện còn là đầu nguồn của sông Ba chảy từ Gia Lai đến Phú Yên.
Các tuyến đường lớn: Quang Trung, Ngô Mây, Phan Bội Châu, Lê Văn Tám, ...

## Các địa điểm Ẩm thực - Dịch vụ - Du lịch nổi tiếng
Ngoài các yếu tố về mặt lịch sử kháng chiến, huyện Kbang còn mang những nét Ẩm thực - Dịch vụ - Du lịch đặc trưng của vùng Tây Nguyên:

### Ẩm thực
Bún khô Vinh Tuyên (TDP 3 - thị trấn Kbang)
Phở Đồng Nguyên (đường Lê Văn Tám - thị trấn Kbang)
Trà sữa Moon Milk Tea (đường Lê Văn Tám - thị trấn Kbang)
Quán bánh 1k Cô Liên (đường Lê Thánh Tông nối dài - thị trấn Kbang)
Tiệm cà phê Vườn (đường Trần Hưng Đạo nối dài - thị trấn Kbang)

### Du lịch & Lưu trú
Khách sạn Hoàng Long (đường Võ Thị Sáu - thị trấn Kbang
Homestay Angưi (xã Kông Lơng Khơng - huyện Kbang)
Khách sạn Ngọc Linh (đường Ngô Mây nối dài - thị trấn Kbang)
Cầu Treo (xã Đông - huyện Kbang)
Thác Ba Tầng - nhà máy nước sạch: là địa điểm sinh thái chưa được khai thác về du lịch và vẫn giữ 100% trạng thái tự nhiên.